# Hyun Soong-jong
Hyun Soong-jong (kor. 현승종; ur. 26 stycznia 1919, zm. 25 maja 2020) – południowokoreański polityk i nauczyciel akademicki, premier Korei Południowej w latach 1992–1993.

## Życiorys
W 1943 ukończył studia prawnicze na Kyungsung Imperial University. Uczestniczył w II wojnie światowej jako żołnierz Cesarskiej Armii Japońskiej. Po 1945 został oficerem południowokoreańskich sił powietrznych, uczestniczył w wojnie koreańskiej i doszedł do stopnia podpułkownika (kor. 중령). W 1956 ukończył Koreański Narodowy Uniwersytet Obronny. Pracował później jako pracownik naukowy, był od 1974 do 1980 rektorem Sungkyunkwan University, a od 1988 do 1992 Hallym University. 8 października 1992 prezydent Roh Tae-woo po dymisji poprzedniego gabinetu mianował go na stanowisko premiera, które pełnił do końca jego kadencji, tj. lutego 1993. W momencie powołania miał aż 73 lata, co czyni go najstarszym południowokoreańskim premierem. 1 stycznia 1994 stanął na czele Koreańskiego Narodowego Komitetu UNICEF.
Żonaty, miał córkę i trzech synów.